# Sartell
Sartell is een plaats (city) in de Amerikaanse staat Minnesota, en valt bestuurlijk gezien onder Benton County en Stearns County.

## Demografie
Bij de volkstelling in 2000 werd het aantal inwoners vastgesteld op 9641.
In 2006 is het aantal inwoners door het United States Census Bureau geschat op 13.241, een stijging van 3600 (37.3%).

## Geografie
Volgens het United States Census Bureau beslaat de plaats een oppervlakte van
15,9 km², waarvan 15,3 km² land en 0,6 km² water.

## Plaatsen in de nabije omgeving
De onderstaande figuur toont nabijgelegen plaatsen in een straal van 12 km rond Sartell.